# Шелег Олена Степанівна
Олена Степанівна Шелег (нар. 26 квітня 1949, село Михальчина-Слобода, тепер Новгород-Сіверського району Чернігівської області) — українська радянська діячка, бригадир бригади малярів-штукатурів Одеського домобудівного комбінату. Депутат Верховної Ради УРСР 9-го скликання.

## Біографія
Народилася у родині колгоспників. Після закінчення восьми класів середньої школи навчалася у Савранському професійно-технічному училищі Одеської області. Член комсомолу з 1963 року.
У 1965—1966 р. — маляр тресту «Одессільбуд» Одеської області.
З 1966 року — маляр, бригадир малярів-штукатурів Одеського домобудівного комбінату. Без відриву від виробництва здобула середню освіту.
Потім — на пенсії у місті Одесі.